# Falko Dressler

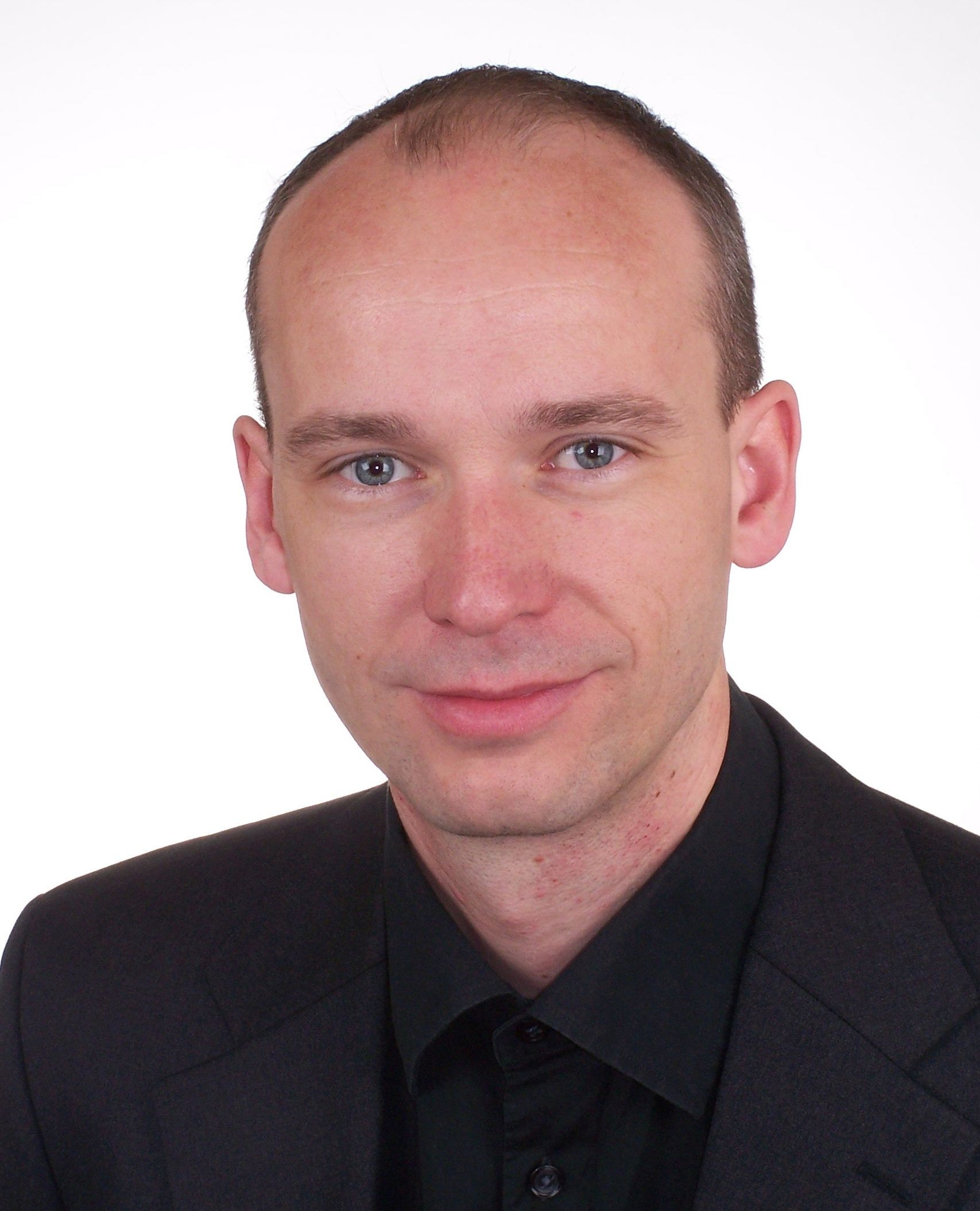
Falko Dressler (2016)

Falko Dressler (* 2. Dezember 1971 in Dresden) ist deutscher Informatiker und Inhaber des Lehrstuhls für Telekommunikationsnetze an der Technischen Universität Berlin.

## Werdegang
Dressler studierte an der Friedrich-Alexander-Universität Erlangen-Nürnberg Informatik bis zum Diplom 1998. Er promovierte dort 2003 zum Thema Monitoring of Multicast Networks for Time-Synchronous Communication. Im Anschluss arbeitete Dressler von 2003 bis 2004 als wissenschaftlicher Assistent am Wilhelm-Schickard-Institut für Informatik an der Universität Tübingen.
Von 2004 bis 2010 war Dressler als wissenschaftlicher Assistent am Lehrstuhl für Informatik (Rechnernetze und Kommunikationssysteme) an der Friedrich-Alexander-Universität Erlangen-Nürnberg tätig. 2009 erfolgte dort auch seine Habilitation zum Thema Self-Organization in Sensor and Actor Networks.
In den Jahren 2010 und 2011 belegte er am Lehrstuhl für Informatik (Rechnernetze und Kommunikationssysteme) in Erlangen das Amt des Akademischen Oberrates, bevor er von 2011 bis 2014 seine Professur in Innsbruck antrat. Dort leitete er am Institut für Informatik den Lehrstuhl für Technische Informatik.
Von 2014 bis 2020 war Dressler Inhaber des Lehrstuhls für Verteilte Eingebettete Systeme an der Universität Paderborn. Von 2016 bis 2020 war der Lehrstuhl Teil des Heinz Nixdorf Instituts der Universität Paderborn.
Seit 2020 ist Dressler Inhaber des Lehrstuhls für Telekommunikationsnetze an der TU Berlin.

## Forschungsschwerpunkte
Die Schwerpunkte in der Forschungsarbeit von Dressler sind:
- Adaptive drahtlose Vernetzung
- Methoden der Selbstorganisation
- Entwurf eingebetteter Systeme

Mit Anwendungen in:
- Ad Hoc- und Sensor-Netzwerken und dem Internet der Dinge
- Fahrzeugkommunikation
- Industrieautomatisierung, Cyber-Physischen Netzen und Industrie 4.0
- Nano-Netzwerken

## Ehrungen und Preise
- 2017: IEEE Fellow[2]
- 2018: ACM Distinguished Member[3]
- 2019: Mitglied der Deutschen Akademie der Technikwissenschaften (acatech)
- 2024: ACM Fellow[4]

## Weitere Funktionen
Dressler ist seit 2009 im Lenkungsausschuss der Fachgruppe Kommunikation und Verteilte Systeme der Gesellschaft für Informatik. Von 2017 bis 2023 war er der Sprecher dieser Fachgruppe.
Seit 2014 ist er außerdem im Beirat der Universitätsprofessoren (GIBU).